# Tiszta szívvel (Omen-album)
A Tiszta szívvel az Omen zenekar hetedik nagylemeze, hatodik stúdióalbuma. Ez volt a zenekar első albuma, újraszerveződése után. Ez a lemez az Omen egyetlen albuma Pintér "Oki" Zoltán énekes közreműködésével, akit a lemez után kirúgtak a zenekarból gyenge énekesi teljesítménye miatt. A lemez nem hozott sikeres visszatérést, mind a szakma, mind pedig a hallgatóság részéről negatív visszhangokat kapott. A lemez érdekessége, hogy címadó dala, a Tiszta szívvel, József Attila azonos című versének megzenésítése. A szövegeket az Akela zenekar énekese, Katona "Főnök" László írta. A lemez végén két régi Omen dal is található újra felvett változatban.

## Előzmények
Az Omen 2000-ben felfüggesztette működését. A magyar rock-legenda, Kalapács József énekes kilépett a zenekarból. Távozásának oka az volt, hogy színházi szerepei miatt egyeztetnie kellett a zenekarral, hogy a színházi előadások napjaira ne szervezzenek koncertet, azonban a zenekar figyelmen kívül hagyott egy ilyen esetet, és Kalapács helyén Katona Lászlóval, az Akela zenekar énekesével álltak színpadra. Az ügy következtében Kalapács József és Nagyfi László között vita tört ki, melynek végkimenetele az lett, hogy Kalapács a kilépés mellett döntött.
Kalapács ezután felkérést kapott a Hammer Records részéről, hogy Paksi Endre és az akkoriban újraszerveződött Ossian két tagjával készítsenek egy nagylemezt, amely korai, kiadatlan Pokolgép dalokat tartalmaz. Az album Az első merénylet nevet kapta. A lemez megturnéztatásához Kalapácsnak új zenésztársakat kellett szereznie maga köré. A kísérőzenekar a korábbi Omen gitáros Sárközi Lajos és ex-Sámán tagokból állt, ez vezetett a Kalapács zenekar megalakulásához.
Az Omen talpra állításában a Nagyfi testvérek kivételével egyetlen korábbi tag sem vett részt. A másik gitáros a már nem egyszer vendégként szereplő Daczi Zsolt lett, aki korábban a Bikini gitárosa volt. Basszusgitárosra az a Vörös Gábor érkezett, aki a klasszikus Ossian tagja volt, és korábban A rock katonái lemezen zenélt már együtt Nagyfi Zoltánnal. Énekesként Pintér "Oki" Zoltán csatlakozott a csapathoz, aki az RTL Klub televíziós csatorna Való Világ című valóságshow-jában tett szert ismertségre.

## Az album dalai
1. A lé a tét - (Nagyfi L. - Daczi Zs.) - 4:51
2. Tiszta szívvel - (Nagyfi L. - Daczi Zs.) - 4:27
3. Az isten bajsza... - (Nagyfi L. - Daczi Zs.) - 3:55
4. Szertartás - (Nagyfi L. - Daczi Zs.) - 5:21
5. (N)agymosás - (Daczi Zs.) - 4:46
6. 1001 hazugság - (Nagyfi L. - Daczi Zs.) - 3:55
7. Haláltusa - (Nagyfi L. - Daczi Zs.) - 3:40
8. Fekete lyuk - (Nagyfi L. - Daczi Zs.) - 4:14
9. Aztán kész - (Nagyfi L. - Daczi Zs.) - 5:11
10. Vámpírváros - (Nagyfi L.) - 3:12
11. Várom a napot - (Nagyfi L.) - 4:24

A dalok szövegét Katona László írta. (A két újra felvett dal, a Vámpírváros és a Várom a napot szövegét Horváth Attila írta; a Tiszta szívvel című szám pedig József Attila versének megzenésítése.)

## Közreműködők
- Pintér "Oki" Zoltán - ének
- Nagyfi László - gitár
- Daczi Zsolt - gitár
- Vörös Gábor - basszusgitár
- Nagyfi Zoltán - dob